# Shane O'Neill
Séan Ó Néill (1530 - 2 de junio de 1567), conocido en inglés como Shane O'Neill, también conocido como Shane el Orgulloso, fue jefe del clan O'Neill de Tyrone del Ulster, en el Norte de Irlanda a mediados del siglo XVI. Su carrera estuvo marcada por la ambición de convertirse en El O'Neill - (jefe del clan), lo que provocó numerosos enfrentamientos con otras ramas de la familia, y con el gobierno inglés que apoyaba a unos u otros candidatos según sus intereses. Ya en vida de su padre, Conn O'Neill, el gobierno inglés trató de atraerse a Shane, pero este rechazó la petición de Thomas Radclyffe, Lord Diputado de Irlanda de colaborar en la lucha contra los escoceses del clan MacDonnell, que ocupaban la costa de Antrim.

## La disputa por el título O'Neill
Desde finales de 1530, los ingleses habían expandido su control sobre Irlanda, en lo que se conoce como reconquista Tudor. Para incorporar los territorios gobernados por jefes gaélicos, concedieron títulos ingleses a estos lores - por lo que nombraron al padre de Shane, Conn Bacach O'Neill, conde de Tyrone. Sin embargo, mientras que según la costumbre gaélica, la sucesión a un cargo era electiva entre los miembros del clan, los ingleses basaban su sistema en el derecho de primogenitura. Este hecho creó un conflicto entre Shane, hijo legítimo del conde, y Mathew, mayor que Shane, pero bastardo.
La madre de Shane, Alice Fitzgerald, primera esposa de Tyrone, era hija del Gerald FitzGerald, conde de Kildare, y falleció cuando Shane aún era un niño. Fue enviado entonces a la familia Donnelly, que lo crio hasta sus primeros años de adolescencia. Matthew, el hijo ilegítimo de Conn O'Neill, había sido elegido para ser presentado en la corte inglesa y declarado heredero de Conn en lugar de Shane. Al morir su padre, Matthew se convertiría en Barón de Dungannon, pero fue asesinado por Shane antes del fallecimiento del conde. El título pasó entonces a su hijo Brian, el cual también fue asesinado por Shane, tras lo cual fue el hijo menor de Matthew, Hugh O'Neill, el que recibió el nombramiento como barón de Dungannon. Hugh había sido enviado a La empalizada por el Lord Diputado Henry Sidney en 1559, y permanecería en la corte inglesa mientras que Shane establecía su supremacía en Ulster.
Habiendo eliminado a sus rivales, Shane se autoproclamó O'Neill Mór. Mientras que, según la ley inglesa, las actuaciones Shane constituían una usurpación ilegal, según la costumbre gaélica Shane tenía tanto derecho a reclamar el puesto como cualquiera de sus rivales.

## Relación con los ingleses
Aunque O'Neill había apoyado a los esceses del clan MacDonnell de Antrim contra los ingleses, la reina Isabel I de Inglaterra, que ascendió al trono en 1558, trató de llegar a un acuerdo con él, ya que se había convertido en el jefe de facto del clan O'Neill, lo que le confería un tremendo poder en el Ulster. La reina se mostró dispuesta a reconocerle como jefe, desestimado las peticiones de Brian O'Neill, siempre y cuando Shane se sometíera a su autoridad y a la del Lord Diputado. Sin embargo, O'Neill, rehusó acatar la autoridad del conde de Sussex sin recibir ninguna garantía de seguridad; además, sus demandas en otros campos fueron tan exigentes, que la reina ordenó someterle y apoyar a Brian en su lucha por el control del clan.
La corona decidió apoyar también a los O'Donnell de Tyrconnell, los máximos rivales de los O'Neill en su lucha por el control del Ulster. Sin embargo, Shane consiguió capturar a Calvagh O'Donnell, jefe del clan en un monasterio, lo que supuso un duro golpe a las aspiraciones inglesas de conseguir someter a O'Neill. Isabel I, de naturaleza prudente y parsimoniosa no era partidaria de intentar una operación militar para lograr derrotar al jefe irlandés, y prefería lograr una paz negociada casi a cualquier precio; especialmente cuando, después de que el conde de Sussex lanzara una campaña de devastación contra Tyrone, Shane no intentara modificar su actitud. Por su parte, Sussex se mostró indignado ante la petición de mano de su hermana en casamiento, y la exigencia de retirar de la guarnición inglesa de Armagh. La reina envió entonces al conde de Kildare a negociar la paz con O'Neill, que accedió a viajar a Londres tras hacer algunas concesiones.
Acompañado por los condes de Ormonde y de Kildare, Shane O'Neill llegó a Londres el 4 de enero de 1562. William Camden describe el asombro que ocasionaron los gallowglass en la capital inglesa, con sus cabezas descubiertas, sus largos cabellos sobre los hombros, corto por encima de los ojos, y vestidos con bastas camisas amarillas. Isabel estaba menos preocupada por las demandas de Brian y de Shane, el primero apoyándose en una concesión real y el otro en la costumbre gaélica, que por las consecuencias políticas de elegir a uno u otro candidato. Fiél a sí misma, la reina trató de ganar tiempo; pero al darse cuenta de que O'Neill podía convertirse en un peligro para la corona si decidía colaborar con los espías españoles, autorizó su regreso a Irlanda, y le reconoció como O'Neill y Señor de Tyrone; sin embargo, trató de salvaguardar los derechos de Hugh O'Neill, que mientras tanto había sucedido a su hermano como barón de Dungannon, al ser asesinado Brian a manos de Turlough Luineach O'Neill en abril de ese mismo año. En ese momento, Hugh fue designado para ocupar el cargo de Conde de Tyrone, pero el nombramiento nunca se llegó a realizar debido a las nuevas revueltas de Shane en e el Ulster.

## Guerra en el Ulster
El control de O'Neill se hallaba en disputa entre tres hombres: Shane, su presunto heredero Turlough y Brian, I barón de Dungannon. Turlough había sido elegido Tánaiste o tanist (lo que implicaba el lugar inmediatamente posterior al jefe y la sucesión) durante la proclamación de Shane como O'Neill, y planeaba hacerse con el poder durante la visita de Shane a Londres. Pero, en cuanto Shane regresó de Inglaterra, restableció su autoridad y, pese a la oposición del conde de Sussex, reinició las hostilidades contra los O'Donnell y los MacDonnell, consiguiendo que su supremacía en el Ulster fuese reconocida. Ante esta situación, la reina no tuvo más remedio que autorizar a Sussex a emprender acciones militares contra él, aunque sin resultados significativos.
Sussex había intentado asesinar a Shane en 1561, por lo que Shane alegaba que sus acciones tenían como base defender su vida contra los intentos de asesinato del Lord Diputado. Ante el fracaso de las medidas militares, Isabel decidió pactar una tregua, accediendo a prácticamente todas las peticiones de Shane.
O'Neill decidió entonces volverse contra los MacDonnells, tomando partido por la reina. Se enfrentó a Sorley Boy MacDonnell cerca de Coleraine en 1564, y al año siguiente partió de Antrim cruzando las montañas de Clogh, cerca de Ballycastle, donde derrotó a los escoceses en la Batalla de Glentasie, haciendo prisionero a Sorley Boy.
Esta victoria reforzó la posición de Shane, y Sir Henry Sidney, el nuevo Lord Diputado, comentó al conde de Leicester que ni siquiera el mismo Lucifer sería tan ambicioso y orgulloso como O'Neill. Mientras los ingleses buscaban nuevas formas de acabar con Shane, este devastó la Empalizada, trató de tomar Dundalk sin éxito y firmó una tregua con los MacDonnells. Buscó el apoyo de Gerald FitzGerald, conde de Desmond. Los ingleses, en respuesta, invadieron Donegal y restauraron a los O'Donnell.

## Derrota y muerte
Tras no conseguir acordar una tregua, y no recibir la ayuda francesa que había pedido, O'Neill fue derrotado por los O'Donnell en la batalla de Farsetmore el 8 de mayo de 1567, cerca de Letterkenny. En su huida, buscó refugio en el territorio de los MacDonnells. Acompañado por un pequeño grupo de gallowglass, y llevando consigo al jefe escocés Sorley Boy MacDonnell, al que había hecho prisionero dos años antes, se presentó en Cushendun, en la costa de Antrim. Una vez allí, fue asesinado por los MacDonnells el 2 de junio durante un festín, y enterrado en CrossSkern Church en Ballyterrim. Su cuerpo decapitado fue enviado más tarde a Glenarm Abbey, donde se piensa que reposa. William Piers, Senescal de Clandeboyle y comandante de la guarnición inglesa de Carrickfergus, se desplazó a Cushendun, desde donde llevó la cabeza de Shane al castillo de Dublín como prueba de su muerte.
O'Neill fue visto por los ingleses como un salvaje brutal y sin educación. Sin embargo, hay que tener en cuenta que la historia está escrita muy a menudo por historiadores ingleses. Puede que Shane O'Neill fuera una persona tosca, pero resultó ser un político y militar brillante. El propio Calvagh O'Donnell, afirmó haber sido torturado continuamente durante la época en que fue prisionero de O'Neill. Su capacidad para derrotar a los ingleses en el campo de batalla y en la corte frustró terriblemente a los representantes de la corona, que celebraron su muerte.
El sucesor de Shane como O'Neill fue Turlough Luineach O'Neill, que había sido designado años atrás como tanaiste. Turlough se había casado con Agnes Campbell, hija natural de Archibald Campbell, IV conde de Argyll. Dos de los hijos de Shane, conocidos como MacShanes llegaron a ser tanáiste de Turlough, pero no fueron capaces de resistir el empuje de Hugh O'Neill, que acabaría accediendo al título de O'Neill tras la abdicación de Turlough. Hugh conseguiría unificar el Ulster y, junto a Red Hugh O'Donnell iniciaría la Guerra de los Nueve Años, ante lo que los hijos de Shane se alinearían con el gobierno inglés, perdiendo todo su crédito en el Ulster.

## Matrimonios y descendencia
Según la costumbre de la época, los matrimonios se realizaban principalmente por motivos políticos. Si la alianza fracasaba, el marido repudiaba a su esposa y la devolvía a su padre.
La primera esposa de Shane fue Catherine MacDonnell, hija de James MacDonald, Señor de las islas, de la que se divorció en 1560. Con ella tuvo varios hijos:
- Shane Og. Falleción en 1581. Había sido heredero de O'Neill en 1579.
- Henry, fallecido en 1622. Padre de Sir Henry O'Neill y uno de los más conocidos hijos de Shane. Poseyó importantes propiedades.
- Conn, fallecido en 1630. Fue tanaiste de O'Neill en la década de los 80 y participó activamente en la política del Ulster hasta su muerte.
- Turlough, fallecido en 1598.
- Hugh Gaveloch, fallecido en 1590, sin duda el Mac Shane que alcanzó mayor fama. Encabezó un ejército escocés que invadió el Ulster para reclamar el título de O'Neill. Fue capturado por su primo Hugh O'Neill y ejecutado.
- Naill

Tras su repudio de Catherine MacDonnell, Shane O'Neill se casó con Mary O'Donnell, hija de Calvagh O'Donnell, a la que trató con brutalidad debido a las disputas políticas entre las familias. Mary falleció poco después de que Shane consiguiera capturar a Calvagh O'Donnell y su esposa, Catherine MacLean Campbell a la que convirtió en su amante. Con Catherine MacLean Campbell, hija de Hector Mór MacLean del clan MacLean y viuda de Archibald Campbell, IV conde de Argyll mantendría una larga relación; de hecho, el padre de Catherine viajaría a Irlanda para bendecir su matrimonio en 1563 y, cuando años más tarde Calvagh fue liberado, Catherine permaneció junto a Shane. Fruto de esa relación nacieron:
- Art, que falleció en su huida del castillo de Dublín junto a Red Hugh O'Donnell.
- Brian Laighneach, fallecido después de 1598.
- Edmond, murió luchando contra su primo Hugh O'Neill, conde de Tyrone.
- Hugh McShane O'Neill fallecido en 1621. Se convirtió en jefe de la rama de O'Neill Glenconkeyne, conocida desde entonces como "MacShanes".
- Cormac, fallecido con posterioridad a 1603. Permaneció junto a su hermano Hugh MacShane, lo mismo que su hijo Cormac Boy.
- Rose, que pasó a formar parte del clan MacDonnell por matrimonio.

Hacia el final de su vida, Shane acordó enviar a Catherine de vuelta a Escocia para casarse con la viuda de James MacDonald, padre de su primera esposa. Sin embargo, no hay evidencia de que esto llegara a producirse, ya que cuando se produjo el asesinato de Shane, Catherine y sus hijos estaban en Antrim con él, desde donde huyeron al cercano bosque de Glencokeyne, donde protegidos por miembros de la familia O'Neill, consiguieron alcanzar el castillo de Duart. Finalmente, Catherine regresó a Escocia, donde falleció.